# Comté de Wheeler (Oregon)
Pour les articles homonymes, voir Comté de Wheeler.
Le comté de Wheeler (anglais : Wheeler County) est un comté situé dans l'État de l'Oregon aux États-Unis. Le siège du comté est Fossil. Selon le recensement de 2000, sa population est de 1 547 habitants.

## Géographie
Le comté a une superficie de 4 443 km², dont 4 442 km² en surfaces terrestres. 

### Comtés adjacents
- Comté de Gilliam (nord)
- Comté de Morrow (nord-est)
- Comté de Grant (est)
- Comté de Crook (sud)
- Comté de Jefferson (nord-ouest)
- Comté de Wasco (nord-ouest)